# Cratere Bramante
Bramante è un cratere d'impatto presente sulla superficie di Mercurio, a 47,21° di latitudine sud e 61,51° di longitudine ovest. Il suo diametro è pari a 156 km.
Il cratere è stato battezzato dall'Unione Astronomica Internazionale in onore dell'architetto rinascimentale Donato Bramante.